# V406 Девы
V406 Девы (лат. V406 Virginis) — новоподобная, двойная катаклизмическая переменная звезда (NL), или карликовая новая, переменная звезда типа U Близнецов (UG), или переменная звезда типа WZ Стрелы (WZ) в созвездии Девы на расстоянии (вычисленном из значения параллакса) приблизительно 555 световых лет (около 170 парсек) от Солнца. Визуальная звёздная величина звезды — от +18m до +17,12m. Орбитальный период — около 0,05592 суток (1,342 часа).
Открыта Полой Шкоды и др. в 2003 году**.

## Характеристики
Первый компонент — аккрецирующий белый карлик спектрального класса DA3e. Масса — около 0,98 солнечной, радиус — около 0,0085 солнечного. Эффективная температура — около 14600 K.
Второй компонент — коричневый карлик спектрального класса L3. Масса — около 0,0784 солнечной, радиус — около 0,123 солнечного. Эффективная температура — около 1860 K.